# West Point (Seattle)
West Point (ook Sandy Point) is een kaap in de wijk Magnolia in Seattle. De kaap is het meest westelijke punt van Seattle en wordt al meer dan 4.000 jaar bewoond. De naam West Point werd officieel bevestigd in 1891.
In 1992 werd bij de kaap tijdens werkzaamheden een nederzetting van de Duwamish ontdekt, genaamd Pka'dzELteu.